# Among the Living
| 전문가 평가                          | 전문가 평가 |
| 평가 점수                            | 평가 점수   |
| 출처                                 | 점수        |
| ------------------------------------ | ----------- |
| AllMusic                             | [ 2 ]       |
| Classic Rock                         | 8/10        |
| The Collector's Guide to Heavy Metal | 8/10        |
| The Encyclopedia of Popular Music    | [ 5 ]       |
| Metal Storm                          | 10/10       |
| (The New) Rolling Stone Album Guide  | [ 7 ]       |
| Rock Hard                            | 9.5/10      |
| Sputnikmusic                         | 4.5/5       |

《Among the Living》은 미국의 헤비 메탈 밴드 앤스랙스의 세 번째 스튜디오 음반이다. 이 음반은 1987년 3월 16일, 미국의 메가포스 레코드와 전 세계의 아일랜드 레코드에 의해 발매되었다. 이 음반은 메탈리카가 오프닝 공연으로 앤스랙스와 함께 투어를 하던 중 발매 6개월 전에 버스 사고로 사망한 메탈리카의 베이시스트 클리프 버튼에게 헌정되었다.
베테랑 엔지니어 에디 크레이머는 스래시 메탈 활용을 처음으로 시도하여 음반을 공동 프로듀싱했다. 녹음은 순조롭게 진행되었지만, 최종 발매의 사운드에 대한 다른 비전은 오디오 믹싱 중에 앤스랙스와 프로듀서 사이에 의견 차이를 만들었다.
앤스랙스 멤버들은 이 음반이 작은 클럽에서 연주하는 밴드에서 경기장과 경기장으로 발전했음을 알렸기 때문에 그들의 주요한 돌파구라고 설명했다. 이 음반은 비평가들의 극찬을 받았으며, 이 밴드를 스래시 메탈의 〈Big Four〉에 포함되도록 홍보했다. 이 밴드의 두 번째 골드 레코드인 《Among the Living》은 1990년 7월 31일, 미국 음반 산업 협회로부터 골드 인증을 받았다.

## 배경
앤스랙스의 원래 멤버들은 1970년대 록과 하드 록을 들으며 뉴욕에서 자랐고 1980년대에 주다스 프리스트, 아이언 메이든 및 모터헤드와 같은 밴드의 깊은 영향을 받으며 헤비 메탈로 전향했다.  드러머 찰리 베넌티 또한 레이븐과 베놈과 같은 당시 극단적인 음악을 연주하는 밴드의 팬이었고, 그와 기타리스트 스콧 이언은 메탈만큼 하드코어 펑크를 즐겼다. 원래 오버킬 밴드의 기타리스트 댄 스피츠는 숙련되고 훈련된 음악가였고, 조이 벨라도나는 아레나 록 밴드 저니, 포리너, 배드 컴퍼니의 커버 밴드에서 가수로 활동한 경력이 있다. 이러한 다양한 음악적 감성의 통합은 밴드의 데뷔 음반인 《Fistful of Metal》의 결정적인 발전을 보여준 앤스랙스의 두 번째 음반인 《Spreading the Disease》를 만들어 냈고, 비평가들로부터 그 밴드의 데뷔 음반인 《Fistful of Metal》부터 결정적인 발전을 보여준 것과 벨라도나의 깨끗하고 멜로디컬한 보컬과 함께 스래시 메탈의 빠르고 묵직한 리프에 반대하는 독특한 사운드를 도입한 것으로 찬사를 받았다. 그 음반은 또한 가장 성공적인 시기를 거쳐 밴드를 볼 수 있는 작곡 방법의 시작을 알렸다. 베넌티는 모든 곡들의 리프와 거친 음악적 구조를 만들었으며, 이는 나중에 개발되고, 다른 음악가들과 통합되고 편곡될 것이다. 이언은 모든 가사를 작곡했고, 그의 고음과 멜로디컬한 창법에 맞는 보컬 멜로디를 만들기 위해 벨라도나와 함께 작업했다.
앤스랙스는 1985년 전 세계적으로 10만 장 이상 판매된 아일랜드 레코드의 첫 번째 음반인 《Spreading the Disease》를 녹음하는 데 약 6개월을 보냈다. 그들은 발매 이후 작은 클럽의 메인라이너로서 그리고 다른 밴드의 오프닝 공연으로서 음반을 지원하기 위해 투어에 참여했다. 《Seventh Star》 음반을 지원하는 투어에서 W.A.S.P.와 블랙 사바스를 위해 오프닝을 열었을 때, 앤스랙스는 중형 경기장에서 처음으로 연주했고 그 경험과 그들의 음악에 대한 관객들의 반응에 흥분했다.

## 곡 목록
모든 곡들은 특별한 언급이 없는 한 앤스랙스에 의해 작사/작곡하였다.
| #  | 제목                         | 작사·작곡         | 재생 시간 |
| -- | ---------------------------- | ----------------- | --------- |
| 1. | 〈Among the Living〉         |                   | 5:16      |
| 2. | 〈Caught in a Mosh〉         |                   | 4:59      |
| 3. | 〈I Am the Law〉             | 앤스랙스, 댄 릴커 | 5:57      |
| 4. | 〈Efilnikufesin (N.F.L.)〉   |                   | 4:54      |
| 5. | 〈A Skeleton in the Closet〉 |                   | 5:32      |

| #  | 제목                        | 작사·작곡      | 재생 시간 |
| -- | --------------------------- | -------------- | --------- |
| 6. | 〈Indians〉                 |                | 5:40      |
| 7. | 〈One World〉               |                | 5:56      |
| 8. | 〈A.D.I./Horror of It All〉 |                | 7:49      |
| 9. | 〈Imitation of Life〉       | 앤스랙스, 릴커 | 4:10      |

## 인증
| 국가                       | 인증 | 판매량/출하량 |
| -------------------------- | ---- | ------------- |
| 영국 (BPI)                 | 실버 | 60,000^       |
| 미국 (RIAA)                | 골드 | 500,000^      |
| ^출하량을 기반으로 한 인증 |      |               |